# Questi pazzi, pazzi italiani
Pour plus de détails, voir Fiche technique et Distribution.
Questi pazzi, pazzi italiani (littéralement : Ces fous, fous italiens) est un film italien musicarello réalisé par Tullio Piacentini et sorti en 1965.
Il fait partie d'une trilogie de comédies musicales réalisées par le metteur en scène, toutes de 1965, les deux autres étant Viale della canzone (it) et 008 Operazione ritmo (it).

## Synopsis
Ce film est un simple prétexte pour une passerelle de chansons des artistes de la musique populaire en vogue à l'époque ou en cours de lancement dans le firmament du genre de musique populaire italien, mettant en vedette Fred Bongusto, Edoardo Vianello, Roberto Murolo et le groupe Le Amiche (it) (Les Amies) qui chante Quello che la gente dirà.

## Fiche technique
- Titre : Questi pazzi, pazzi italiani
- Réalisation : Tullio Piacentini
- Scénario : Tullio Piacentini
- Production : ASACAM
- Directeur de la photographie : Riccardo Pallottini
- Monteur : Federico Zanni
- Date de sortie : 1965
- Durée : 85 minutes
- Pays de production :  Italie
- Langage : Italien

## Distribution
- Fred Bongusto
- Beppe Cardile
- Gigliola Cinquetti
- Petula Clark (elle-même)
- Nicola Di Bari
- Peppino Di Capri
- Sergio Endrigo
- Paolo Ferrara
- Antonietta Fiorito (narratrice)
- Peppino Gagliardi
- Ricky Gianco
- Enzo Jannacci
- Roberto Murolo
- Diego Peano
- Pino Presti
- Tony Rossi
- Nini Rosso
- Edoardo Vianello
- Henry Wright